# Педемонте (Сондрио)
Педемонте је насеље у Италији у округу Сондрио, региону Ломбардија.
Према процени из 2011. у насељу је живело 481 становника. Насеље се налази на надморској висини од 275 м.